# Opperjachtmeester van Brabant
Opperjachtmeester, opperjager of meesterjager (Frans: Grand Veneur) was een hofambt in het hertogdom Brabant, bekleed door een edelman of patriciër die het hoofd was van de hertogelijke jacht. Verwante functies aan het hof waren die van oppervalkenier, opperwoudmeester en broodmeester. 

## Geschiedenis
De eerste vermelding is die van een magister venator in 1294. Hij kreeg als ondergeschikte de waranthoeder (gruyer), vermeld in 1356. Rogier van Leefdael bekleedde de opperjagersfunctie, maar ook de Leuvense patriciërsfamilie Van Herent. De opperjachtmeester bestuurde vanaf 1399 het Jachthuis van Bosvoorde. Hij was verantwoordelijk voor de hondenmeutes en vervulde ook een gerechtelijke functie. Na de oprichting van het Consistorie van de Hoorn in 1518 ging de opperjachtmeester er het openbaar ministerie uitoefenen in een rolverdeling met zijn luitenant-generaal, de warantmeester. Vanaf eind 16e eeuw boette het ambt aan belang in en werd het meer een eretitel, terwijl de eigenlijke inhoud toeviel aan de warantmeester. Een akkoord van 1668 bevestigde dat het jachtmeesterschap werd vererfd in de familie Rubempré, later Merode. Hun belangrijkste recht was nog een aantal jachtbenoemingen te doen, maar ook dat raakte betwist. Keizer Jozef II schafte de functie af. Er bleef toen enkel een luitenant-oppervalkenier in het jachthuis, tot keizer Frans II het opperjachtmeesterschap in 1792 kort herstelde.

## Opperjachtmeesters
- Willem van Sayn (1399-1406)
- Willem van den Hove (1406-)
- Aert van der Borch (1416-1417)
- Laureis de Wingaerder (1416/1417)
- Hendrik de Hertoghe (1417-1418)
- Jan II Hinckaert (1418-1419)
- Aert van der Borch (1419)
- Jan II Hinckaert (1419-1430)
- Jacob van Sombreffe (1430-1431)
- Jan II Hinckaert (1431-1457)
- Filip II Hinckaert (1457-1472)
- Jan III van Glymes (1472-1531) – vervangen door Deville van Luxemburg in 1506-1509
- Hendrik III van Nassau (1531-1538)
- Georges van Veltheim (1538-1540)
- Filips van Lannoy (1540-1543)
- Maria van Hongarije (1543-1556) – luitenant Adriaan van Luxemburg-Ligny
- Jan IV van Glymes (1556-1570)
- Karel van Berlaymont (1570-1578)
- Jan van Wittem (1578-1581)
  - Jan VI Hinckaert (1581-1585) – staatse opperjachtmeester
- Jan van Croÿ (1581-1581)
- Antoon III van Rubempré (1581-1599)
- Filips van Rubempré (1599-1621)
- Frans van Rubempré (1621-1645)
- Filips van Rubempré (1645-1707)
- Filips Frans van Merode (1707-1742) – zoon Maximiliaan Leopold geassocieerd aan het ambt in 1735
- Maximiliaan Leopold van Merode (1742-1744)
- Maximiliaan Emanuel van Horne (1744-1754)
- Maximiliaan Leopold van Merode (1754-1773)
- Otto Hendrik van Ongnies-Mastaing (1774-)
- Jozef Alexander Frans van Maldegem-Steenhuffel (1792-)